# Laim und die Tote im Teppich
Laim und die Tote im Teppich ist ein deutscher Kriminalfilm von Michael Schneider aus dem Jahr 2021. Es ist der vierte Filmbeitrag der ZDF-Kriminalfilmreihe Laim mit Max Simonischek in der Titelrolle. Die Erstausstrahlung im Deutschen Fernsehen erfolgte am 19. April 2021 als Montagskrimi im ZDF.

## Handlung
Hauptkommissar Lukas Laim ermittelt diesmal im Mordfall einer vermutlich muslimischen Frau, was an ihrem Hidschāb zu erkennen ist. Deren Leiche wird, eingewickelt in einen Perserteppich, vor einem Müllcontainer auf der Theresienwiese aufgefunden. Im Zuge der laufenden Ermittlungen stoßen Laim und sein Kollege Anton Simhandl auf Hans Heinrich „Hinni“ Feuer, dessen Auto nahe des Containers gesichtet wurde. Feuer wird befragt und gibt an, das bei ihm eingebrochen worden sei, die Wohnungstür stand offen und sowohl sein Perserteppich als auch sein Wagen seien ihm entwendet worden. Das macht jedoch Laim und Simhandl sehr skeptisch, weil sonst nichts gestohlen wurde. Spuren deuten auch darauf hin, dass die Frau hier in Feuers Wohnung zu Tode kam, allerdings fehlen Blutspuren vom Opfer. Auch hat der Verdächtige ein Alibi und Zeugen aus der besten Gesellschaft.
Nach ersten Ermittlungen handelt es sich bei dem Opfer vermutlich um eine Syrerin, die noch nicht sehr lange in Deutschland ist. Kontakt hatte sie zuletzt zu Gero Willbrand, der eine Reportage über die Frau und ihre Erlebnisse der Flucht nach Deutschland schreiben wollte. Feuer und Wilbrand sind ehemalige Schulkameraden und letzterer ist spurlos verschwunden. Die Fahndung nach dem Mann scheint sich zu erledigen, als plötzlich Feuer ohne jeglichen Druck den Mord gesteht. Auch für die fehlenden Blutspuren hat er ein plausible Erklärung bereit. Laim weiß nicht so recht, was er davon halten soll, denn Feuers Alibi war stichhaltig. Will er möglicherweise Wilbrand decken? Sagt er überhaupt die Wahrheit? Um das zu klären wird der Fall noch nicht abgeschlossen.
Die weiteren Ermittlungen führen zu einer Neo-Nazigruppe aus Mitgliedern der besten Gesellschaft. Neben Laim ist aber auch die Undercover-Aktivistin Isabel Serner den Leuten auf der Spur. Als Laim den Männern zu nahe kommt, wird ihm ein Drogenpaket untergeschoben, was zwar zu seiner Suspendierung führt, er aber dennoch weiterermitteln. Nachdem die Tatwaffe, eine Statuette in Form eines bayerischen Löwen, gefunden wird, führt dies zur Villa eines einflussreichen Elversfeld. Dort kann Laim Isabel Serner befreien, die hier gefangen gehalten wird. Mit ihrer Hilfe stellen sie der Neo-Nazigruppe eine Falle und können die Leute so unschädlich machen. Feuer war ihr Handlanger für diverse Schmutzarbeit. Im Bemühen sich in die Gruppe zu bringen, hatte er tatsächlich die Syrerin umgebracht, als klar wurde, dass sie mit Wilbrand auf journalistischem Wege die Machenschaften aufdecken wollte. Danach brachte er Wilbrand in seine Gewalt und tötete ihn ebenfalls.

## Hintergrund
Die Dreharbeiten zu Laim und die Tote im Teppich fanden im Zeitraum vom 28. Januar 2020 bis zum 27. Februar 2020 in München und näherer sowie weiterer Umgebung statt.

## Rezeption

### Kritiken
Auf tittelbach.tv urteilte Tilmann P. Gangloff: „Schon die Geschichte dieses vierten Films mit Max Simonischek als düsterer Münchener Ermittler ist sehr besonders. Gekrönt wird ‚Laim und die Tote im Teppich‘ (ZDF / Network Movie) jedoch durch eine außergewöhnliche Umsetzung, zumal sich Regisseur Michael Schneider und sein Kameramann Andreas Zickgraf Dinge trauen, die man in einer TV-Produktion nur selten sieht. Spektakulärer Höhepunkt ist eine Verfolgungsjagd durch den U-Bahnhof Münchner Freiheit. Der Aufwand an Komparsen für diese Kinobilder ist enorm, aber großes Fernsehen werden die Bilder erst durch das perfekte Zusammenspiel von Kamera, Schnitt und Musik. Die Reihe pflegt ohnehin einen speziellen und sehr hochwertigen Look.“
Oliver Armknecht von film-rezensionen.de meinte: „Zumindest auf den ersten Blick gibt es da bei ‚Laim und die Tote im Teppich‘ nicht wirklich viel zu holen. Der Film beginnt ganz klassisch mit dem zufälligen Fund einer Leiche, die restliche Laufzeit dient der Spurensuche und Überführung des Täters. Anders als viele Krimis wird hier aber gar nicht so sehr mit dem Rätsel gespielt, was sich zugetragen hat. Vielmehr verrät Drehbuchautor […] schon recht früh, wer hinter allem steckt. Das bringt einen gewissen Wissensvorsprung für das Publikum mit sich, das sich immer darüber freuen darf, wenn es mehr weiß als die Figuren.“
Bei Prisma.de wertete Wilfried Geldner: „Das Zusammenspiel der Kommissare, des existentialistischen Einzelgängers Laim und des durchaus münchnerischen Simhandl klappt immer besser, als Typen ergänzen sich der verschlafene Prostituiertenfreund und der eher bürgerliche Bedenkenträger bestens. Fast schon überflüssig erscheint da ihr neuer Chef Hermaneder (Heinz-Josef Braun), auch wenn der als Amigo der braunen Mischpoche hier eine ganz besondere Rolle spielt.“ „Der Plot ist dabei erfreulich frech, aber auch ein wenig wild und unübersichtlich geworden.“
Evangelisch.de schrieb: „Mittlerweile hat er die Figur [des Titelhelden Laim] derart perfektioniert, dass sie der düsteren Aura des snobistischen Existenzialisten zum Trotz sympathisch ist. Polizisten, die allein ihrem moralischen Kompass folgen und sich auch durch Suspendierungen nicht von ihrer Mission abbringen lassen, haben im deutschen TV-Krimi ohnehin spätestens seit dem Krimirebellen Schimanski eine gewisse Tradition. Beim vermögenden Laim kommt hinzu, dass er das alles sowieso nicht nötig hat.“

### Einschaltquoten
Bei der Erstausstrahlung von Laim und die Tote im Teppich am 19. April 2021 verfolgten in Deutschland insgesamt 6,27 Millionen Zuschauer die Filmhandlung, was einem Marktanteil von 19,2 Prozent für das ZDF entsprach. In der als Hauptzielgruppe für Fernsehwerbung deklarierten Altersgruppe von 14–49 Jahren erreichte Laim und die Tote im Teppich laut AGF Videoforschung  0,60 Millionen Zuschauer und einen Marktanteil von 6,9 Prozent in dieser Altersgruppe.